# Мазай, Нина Николаевна
Нина Николаевна Мазай (9 марта 1950, Челющевичи, Петриковский район, Полесская область, БССР, СССР — 26 июня 2019, Белоруссия) — белорусский политик и дипломат.

## Биография
Родилась 9 марта 1950 года в деревне Челющевичи Петриковского района Гомельской области. Окончила исторический факультет Белорусского государственного университета имени В. И. Ленина (1972), Академию общественных наук при ЦК КПСС (1983).
Трудовую деятельность начала учителем истории и обществоведения Ракитницкой школы Жабинковского района Брестской области.
С 1974 по 1985 годы — на комсомольской работе. Работала вторым, затем первым секретарём Жабинковского райкома ЛКСМ Белоруссии, секретарём, первым секретарём Брестского обкома ЛКСМ Белоруссии. В 1983—1985 годах — первый секретарь Центрального комитета ЛКСМ Белоруссии.
С 1985 по 1994 годы — заместитель Председателя Совета Министров БССР, с 1991 года — Совета министров Республики Беларусь. Выступала против доведения полной информации по проблеме аварии на ЧАЭС до общественности, мотивируя это борьбой с паникой среди населения. В 1988 году возглавляла Государственную комиссию по расследованию преступлений в Куропатах. Избиралась депутатов Верховного Совета Белорусской ССР 11-го созыва.
27 декабря 1991 года назначена Постоянным представителем Республики Беларусь при ЮНЕСКО. 27 января 1993 года одновременно назначена Чрезвычайным и Полномочным Послом Республики Беларусь во Франции; тогда же ей был присвоен дипломатический ранг Чрезвычайного и Полномочного Посла. 3 декабря 1994 года назначена также послом в Испании и Португалии по совместительству. 20 января 1997 года освобождена от всех вышеперечисленных должностей и назначена заместителем министра иностранных дел Республики Беларусь; этот пост занимала до 29 января 1999 года.
С 8 мая 2001 года по 8 января 2008 года — Чрезвычайный и Полномочный Посол Республики Беларусь в Канаде.
С 31 октября 2008 года по 19 октября 2012 года — председатель Постоянной комиссии Совета Республики по международным делам и национальной безопасности. Также была членом Постоянной комиссии Парламентской Ассамблеи Организации Договора о коллективной безопасности по политическим вопросам и международному сотрудничеству, руководителем делегации Национального собрания Республики Беларусь по осуществлению контактов с Парламентской ассамблеей НАТО, заместителем руководителя делегации Национального собрания Республики Беларусь в Парламентской ассамблее Организации по безопасности и сотрудничеству в Европе.
В последние годы жизни была председателем совета специального фонда Президента Республики Беларусь по поддержке талантливой молодёжи.

## Дополнительные сведения
Владела французским и немецким языками.
Имела дипломатический ранг Чрезвычайного и Полномочного Посла Республики Беларусь (с 1993).

## Награды
- орден Почёта;
- медаль «За трудовое отличие»;
- юбилейная медаль «65 лет Победы в Великой Отечественной войне 1941—1945 гг.»;
- юбилейная медаль «65 лет освобождения Республики Беларусь от немецко-фашистских захватчиков»;
- медаль «За сотрудничество» (Союзное государство);
- почётная грамота Верховного Совета БССР;
- почётная грамота Национального собрания Республики Беларусь[12];
- почётная грамота Совета Министров БССР;
- почётная грамота Совета Межпарламентской Ассамблеи государств — участников Содружества Независимых Государств.
- Юбилейная медаль «МПА СНГ. 25 лет» (13 октября 2017 года) — за заслуги в деле развития и укрепления парламентаризма, за вклад в развитие и совершенствование правовых основ функционирования Содружества Независимых Государств, укрепление международных связей и межпарламентского сотрудничества[13].